# ستيوارت تورنر
ستيوارت تورنر (18 يوليو 1943 في المملكة المتحدة - ) (بالإنجليزية: Stuart Turner)‏ هو لاعب كريكت بريطاني. لعب مع Cambridgeshire County Cricket Club ‏ ونادي مقاطعة ساسكس للكريكت ‏ وفريق كوازولو ناتال للكريكت ‏ والمقاطعات الوطنية للكريكيت الإنجليزي والويلزي ‏.

## وصلات خارجية
- ستيوارت تورنر على موقع إي آس بي آن كريك إنفو (الإنجليزية)